# LiveChat
LiveChat – narzędzie do internetowej obsługi klientów, marketingu online oraz analityki ruchu na stronie internetowej dla małych i dużych przedsiębiorstw. Jest ono rozwijane od 2002 roku przez Text S.A. (dawniej LiveChat Software S.A.), a od 2010 roku jest oferowane w modelu SaaS (software as a service). Platforma pozwala przedstawicielom firmy komunikować się w czasie rzeczywistym z użytkownikami odwiedzającymi ich stronę internetową. Z narzędzia korzysta ponad 8000 organizacji na całym świecie, a są wśród nich m.in. Bosch, ING, Kaspersky Lab, Philips, Samsung i UNICEF.

## Funkcje
System składa się z wyświetlanego na stronie internetowej okna rozmowy oraz aplikacji operatora, która jest wieloplatformowa i umożliwia prowadzenie czatów na komputerze stacjonarnym (przez aplikację dla przeglądarki lub aplikacje dla Windows i Mac OS X) oraz urządzeniach mobilnych (aplikacje dla systemów iOS i Android).
Są dwa sposoby na rozpoczęcie komunikacji między operatorem a odwiedzającym stronę internetową:
- Pasywna komunikacja, kiedy czat rozpoczęty jest przez użytkownika poprzez kliknięcie na przycisku rozmowy na stronie.
- Aktywna komunikacja, rozpoczynana manualnie przez operatora lub automatycznie przez system LiveChat, gdy odwiedzający stronę spełni zdefiniowane kryteria (takie jak wyszukiwane słowo kluczowe, geolokalizacja, czas spędzony na stronie, napotkany komunikat o błędzie, itd.)[7]. Gdy wyznaczone kryteria zostają spełnione, LiveChat wyświetla okno rozmowy z odpowiednią kontekstowo treścią zaproszenia do rozmowy[8]. Podczas prowadzonej na czacie rozmowy operatorzy mogą zamknąć sprzedaż, co pozytywnie wpływa na zwiększenie liczby konwersji np. w sklepie internetowym[4].

Poza możliwością prowadzenia rozmowy, LiveChat oferuje monitoring ruchu na stronie internetowej w czasie rzeczywistym oraz raporty i statystyki efektywności pracy operatorów. Wśród odwiedzających stronę system jest w stanie zidentyfikować potencjalnych klientów, co odbywa się na bazie danych o decyzjach zakupowych 65 milionów użytkowników miesięcznie. Statystyki pozwalają na mierzenie wpływu czata na efektywność sprzedaży.
Oprogramowanie LiveChat jest dostępne w 34 językach - zostało przetłumaczone na: angielski, bułgarski, chiński, chorwacki, czeski, duński, fiński, francuski, grecki, hiszpański, holenderski, indonezyjski, japoński, kataloński, koreański, litewski, niemiecki, norweski (bokmal i nynorsk), polski, portugalski (Português i Português brasileiro), rosyjski, rumuński, serbski, słowacki, słoweński, szwedzki, tajski, turecki, ukraiński, węgierski, wietnamski i włoski.

## Integracje
LiveChat pozwala na budowę integracji z wykorzystaniem API opartego na technologii REST i JavaScript oraz dodawanie czata w aplikacjach mobilnych w systemie iOS.
Dostępne są również integracje z innymi usługami i dostawcami SaaS, co pozwala na tworzenie w przedsiębiorstwie własnego ekosystemu aplikacji:
- systemy CRM: Highrise, Salesforce, Firmao[11][12], SugarCRM, Tactile CRM
- platformy eCommerce:, Magento, PrestaShop, Shopify, Zen Cart
- systemy help desk: Zendesk[13], Desk.com
- systemy zarządzania treścią: WordPress, Joomla!, Drupal
- przejmowanie pulpitu: LogMeIn Rescue, join.me
- księgowość: FreshBooks[14]
- analityka internetowa: Google Analytics